# Varen, Leuk

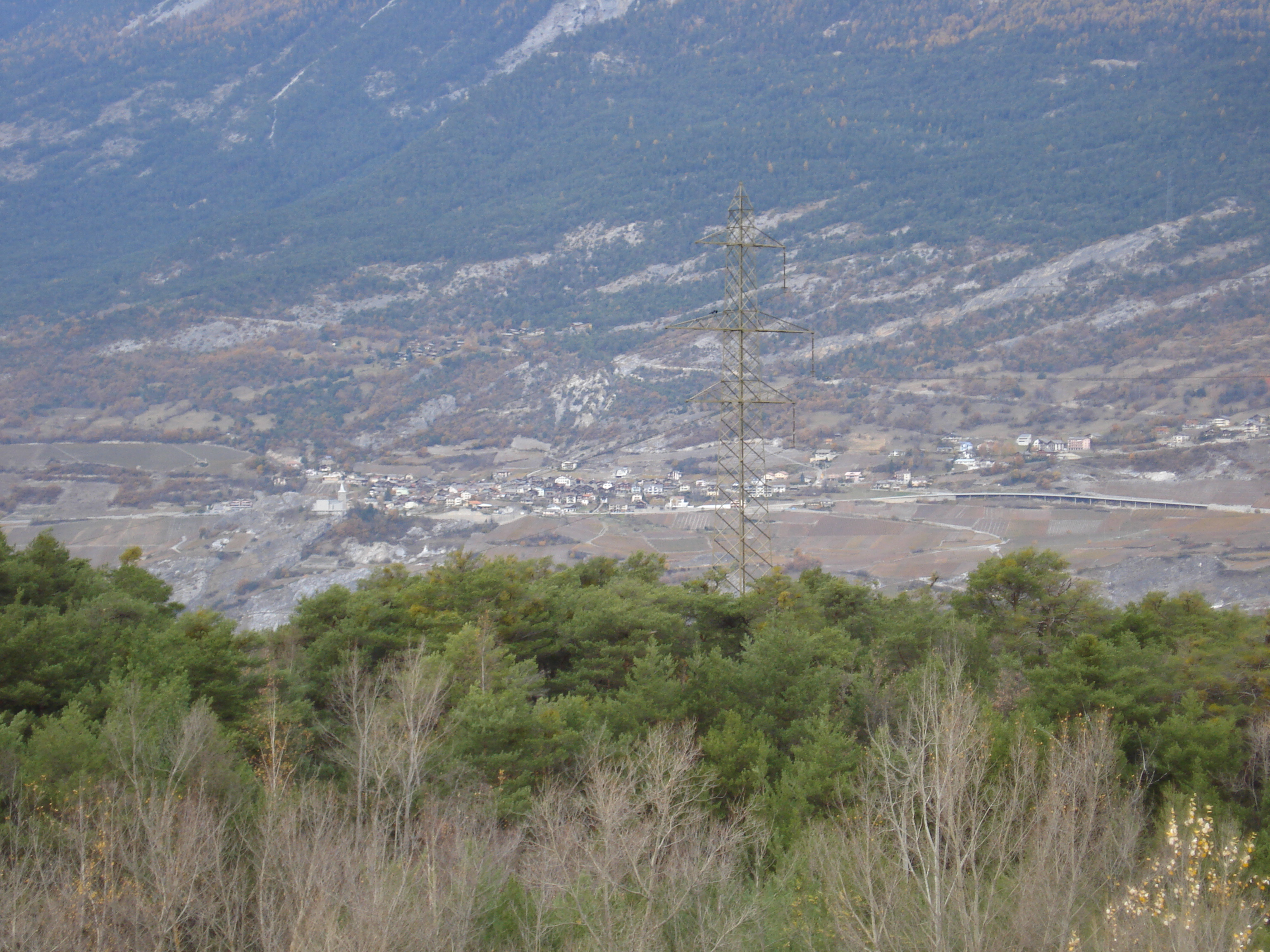
Varen

Varen, Leuk là một đô thị trong huyện Leuk, bang Valais, Thụy Sĩ. Đô thị này có diện tích 12,8 km2, dân số thời điểm tháng 12 năm 2002 là 857 người.